# مورسنگ‌چشم توسی شمالی
مورسنگ‌چشم توسی شمالی (نام علمی: Thamnophilus punctatus) گونه‌ای از پرندگان در زیرتیرهٔ Thamnophilinae از تیرهٔ مورچه‌مرغان (Thamnophilidae)، «مورچه‌مرغ‌های نمادین» است. در برزیل، کلمبیا، اکوادور، گویان فرانسه، گویان، پرو، سورینام و ونزوئلا یافت می‌شود.